# Meister des Aachener Christophorus
Als Meister des Aachener Christophorus wird ein westfälischer Bildhauer und Bildschnitzer bezeichnet, der um 1520 im Raum um Osnabrück tätig war. Der namentlich nicht bekannte Künstler erhielt seinen Notnamen nach der von ihm geschaffenen Holzfigur des Heiligen Christophorus, heute im Suermondt-Ludwig-Museum in Aachen. Es handelt sich um eine 52 Zentimeter hohe Figur aus Eichenholz und bemalt.
Der Meister des Aachener Christophorus war möglicherweise ein Mitarbeiter oder Gehilfe des Meisters von Osnabrück, dem die Holzfigur zuerst zugeschrieben war. Wegen  kleiner Unterschiede in der Ausführung der Figur im Vergleich zu den anderen Werken des Meister von Osnabrück wurde sie jedoch  aus dessen Werkkatalog ausgegliedert und der Meister des Aachener Christophorus  als eigenständige Künstlerpersönlichkeit definiert. Durch Betrachtung der Arbeit dieses Meister soll ermöglicht werden, die Entwicklung der spätmittelalterlichen Skulptur im Raum Osnabrück genauer zu interpretieren und zu gliedern.